# Eicher
Eicher je ime traktorske tovarne v Forsternu na zgornjem bavarskem.

## Zgodovina
Prve poskuse z kmetijskimi stroji sta začela ustanovitelja brata Albert in Josef Eicher leta 1934. V očetovi delavnici, bil je Opelov serviser, sta iz starega opla naredila „Mähauto“ (motorno kosilnico),
leta 1941 sta v svojem rojstnem kraju Forsternu ustanovila tržno podjetje „Gebrüder Eicher Traktorenbau“, kjer je tudi nekaj časa pozneje nastala traktorska tovarna Eicher. Med drugo svetovno vojno so bili od nacistov prisiljeni izdelovati traktorje ki niso bili odvisni od nafte, tako so nastali traktorji na Lesni plin. Od BMW-ja so dobijali naročila za oboroževalno industrijo, do konca vojne so tudi zaposljevali delavce ki so bili na prisilnem delu.

## Proizvodnja traktorjev
Po drugi svetovni vojni je dožvelo podjetje Eicher svoj vspon. Najprej so izdelovali traktorje z 20 do 30 KM, in vgrajali motorje od Hatza, MWM-a ali pa Deutza. Leta 1948 je zgradil Eicher prvi traktor z zračnim hlajenjem, takrat svetovna novost. Prve traktorje s svojim motorjem so poimenovali ED in EKL. Zgradili so dve novi tovarni, eno v Forsternu, in eno v Dingolfingu na zgornjem bavarskem, tako so uspeli do leta 1953 prodati 20.000 traktorjev. Leta 1959 so izdelali prvi traktor v Indijski podružnici, na nemškem tržišču so začeli prodajati traktorje (Raubtier-Reihe), kateri so zamenjali modele ED in EKL. V letih 1963−67 so izdelali 177 traktorjev modela Farm Express.
Do leta 1986 so izdelali 120.000 Eicher traktorjev. Po finančnih težavah je bila bivša indijska podružnica lastnik podjetja Eicher med letoma 1982 in 1984. Po nadaljnjih finančnih težavah so se lastniki večkrat menjali, in po padanju prometa so tovarno traktorjev v Forsternu leta 1992 zaprli.
Prejšnji nizozenski Eicher uvoznik Oeken izdeluje od leta 2007 dalje spet traktorje pod znamko Eicher. Obseguje dwa tipa 677 in 777, katera imata oba pogon na vse štiri kolesa kot stari izdelki iz tovarne Eicher, poganja pa jih Deutz-dizel motor. 

## Proizvodnja tovornjakov
Med letoma 1962 in  1967 so izdelovali tudi tovornjake, ki so jih prodajali pod imenom Trans Express. Za ketere je tovarna Eicher razvila svojo kabino, ker se je tovornjak v prodajni mreži kmetijskih strojev slabo prodajal, so konstruiranje oddali podjetju Magirus-Deutz, kjer je mankal en manjši model tovornjakov. Podjetje Magirus-Deutz je po manjših spremembah na obliki in podvozju dala na tržišče tako imenovane Eicher-Type in jih prodajali med letoma 1967 in 1976. Vozila so imela vgrajene motorje na zračno hlajenje moči 70 do 120 KM, in nosilnosti med 3,05 do 7,05 ton. Do leta 1972 so v svoji proizvodnji v Forsternu za Magirus-Deutz, izdeleli približno 25.000 tovornjakov. Od leta 1972 dalje pa je podjetje Magirus-Deutz izdelovalo vozila samo v Ulmu.

## Eicher Goodearth
Nekdanja podružnica podjetja Eicher v Indiji Eicher Goodearth Ltd. je ena največjih prizvajalcev vozil v Južni Aziji, ne smo traktorev, ampak tudi tovornjakov in motorjev (Royal Enfield). S prejšnim nemškim podjetjem nima indijsko podjetje nič skupnega razen ime Eicher.